# Хуан-де-Акоста
Хуан-де-Акоста (исп. Juan de Acosta) — город и муниципалитет на севере Колумбии, на территории департамента Атлантико.

## История
Поселение, из которого позднее вырос город, было основано в 1606 году. Муниципалитет Хуан-де-Акоста был выделен в отдельную административную единицу в 1892 году.

## Географическое положение

Муниципалитет Хуан-де-Акоста

Город расположен в северо-западной части департамента, в пределах Прикарибской низменности, на левом берегу ручья Хуан-де-Акоста, на расстоянии приблизительно 24 километров к юго-западу от города Барранкилья, административного центра департамента. Абсолютная высота — 87 метров над уровнем моря.
Муниципалитет Хуан-де-Акоста граничит на северо-востоке с территорией муниципалитета Тубара, на востоке — с муниципалитетом Бараноа, на юго-востоке — с муниципалитетом Усьякури, на юге и юго-западе — с муниципалитетом Пьохо, на западе и северо-западе омывается водами Карибского моря. Площадь муниципалитета составляет 176 км².

## Население
По данным Национального административного департамента статистики Колумбии, совокупная численность населения города и муниципалитета в 2015 году составляла 16 811 человек.
Динамика численности населения муниципалитета по годам:
| 2005   | 2006   | 2007   | 2008   | 2009   | 2010   | 2011   | 2012   | 2013   | 2014   | 2015   |
| ------ | ------ | ------ | ------ | ------ | ------ | ------ | ------ | ------ | ------ | ------ |
| 14 578 | 14 774 | 14 998 | 15 225 | 15 447 | 15 673 | 15 902 | 16 128 | 16 359 | 16 579 | 16 811 |

Согласно данным переписи 2005 года мужчины составляли 51,7 % от населения Хуан-де-Акосты, женщины — соответственно 48,3 %. В расовом отношении белые и метисы составляли 98,2 % от населения города; негры, мулаты и райсальцы — 1,8 %.
Уровень грамотности среди всего населения составлял 89,1 %.

## Экономика
35,3 % от общего числа городских и муниципальных предприятий составляют предприятия торговой сферы, 31,6 % — предприятия сферы обслуживания, 30,8 % — промышленные предприятия, 2,3 % — предприятия иных отраслей экономики.